# Bertil Agdur
Nils Bertil Agdur, född 10 oktober 1924 i Orsa, Kopparbergs län, död där 21 maj 2000, var en svensk ingenjör, forskare och ämbetsman.
Agdur tog examen från Chalmers tekniska högskola 1948 och blev teknologie licentiat 1951. Han arbetade som forskningsassistent vid KTH och blev 1957 teknologie doktor och docent i mikrovågselektronik. Från 1959–1971 var han professor i mikrovågsteknik vid KTH.
Han var generaldirektör (GD) för Styrelsen för teknisk utveckling (STU) 1971–1975, dit han rekryterades som känd innovatör och entreprenör. Han kom dock att bli almäld till Justitiekanslern av regeringen för tjänstefel och jäv.
Agdur invaldes 1965 som ledamot av Ingenjörsvetenskapsakademien. Han är begravd på Orsa Nya kyrkogård.